# Alfred Arribas Cabrejas
Alfred Arribas Cabrejas (Barcelona, 1954) és un arquitecte català. Va realitzar els seus estudis a l'Escola Tècnica Superior d'Arquitectura de Barcelona. Professor d'aquesta mateixa facultat i de l'Escola de Disseny Elisava del 1979 al 1990. El 1986, juntament amb Miguel Morte, funda la firma Alfredo Arribas Asociados, dedicada a l'arquitectura i a l'interiorisme. En els seus projectes ha col·laborat amb dissenyadors com Javier Mariscal o Eduard Samsó, entre d'altres. Ha estat president de l'ARQ-INFAD (1982-1983) i vicepresident del Foment de les Arts i el Disseny (1986-1989), la medalla del qual se li atorga el 1990. La seva obra ha estat publicada en nombroses revistes d'arquitectura i de disseny i ha estat premiada amb diversos premis FAD. Entre les seves obres destaquen el Velvet Bar a Barcelona o l'aquari de Nagasaki (Japó). Entre els seus dissenys més representatius figuren les cadires de braços lane Greystoke (1990) i Pila (1995).